# Borbó (ciutat)
Borbó o Bourbon-l'Archambault (en català tradicional: Borbó en francès: Bourbon i oficialment Bourbon-l'Archambault; en occità: Borbon, Borbon d'Archambaud) és un municipi francès, situat al departament de l'Alier i a la regió d'Alvèrnia-Roine-Alps. L'any 2007 tenia 2.604 habitants.
Borbó és una de les capitals de la regió històrica del Borbonès i el nucli de la dinastia borbònica.

## Demografia

### Població
El 2007 la població de fet de Bourbon-l'Archambault era de 2.604 persones. Hi havia 1.107 famílies de les quals 398 eren unipersonals (159 homes vivint sols i 239 dones vivint soles), 378 parelles sense fills, 251 parelles amb fills i 80 famílies monoparentals amb fills.
La població ha evolucionat segons el següent gràfic:
Habitants censats

### Habitatges
El 2007 hi havia 1.526 habitatges, 1.131 eren l'habitatge principal de la família, 173 eren segones residències i 222 estaven desocupats. 1.163 eren cases i 359 eren apartaments. Dels 1.131 habitatges principals, 704 estaven ocupats pels seus propietaris, 391 estaven llogats i ocupats pels llogaters i 35 estaven cedits a títol gratuït; 16 tenien una cambra, 121 en tenien dues, 248 en tenien tres, 307 en tenien quatre i 439 en tenien cinc o més. 744 habitatges disposaven pel capbaix d'una plaça de pàrquing. A 536 habitatges hi havia un automòbil i a 411 n'hi havia dos o més.

### Piràmide de població
La piràmide de població per edats i sexe el 2009 era:
| Homes | Edats   | Dones |
| ----- | ------- | ----- |
| 0     | 95 o +  | 40    |
| 12    | 90 a 94 | 56    |
| 48    | 85 a 89 | 92    |
| 12    | 80 a 84 | 60    |
| 80    | 75 a 79 | 112   |
| 72    | 70 a 74 | 64    |
| 56    | 65 a 69 | 80    |
| 44    | 60 a 64 | 52    |
| 64    | 55 a 59 | 56    |
| 88    | 50 a 54 | 100   |
| 100   | 45 a 49 | 104   |
| 76    | 40 a 44 | 96    |
| 72    | 35 a 39 | 76    |
| 64    | 30 a 34 | 64    |
| 92    | 25 a 29 | 52    |
| 53    | 20 a 24 | 60    |
| 76    | 15 a 19 | 76    |
| 76    | 10 a 14 | 60    |
| 64    | 5 a 9   | 65    |
| 32    | 0 a 4   | 68    |

## Economia
El 2007 la població en edat de treballar era de 1.484 persones, 1.048 eren actives i 436 eren inactives. De les 1.048 persones actives 955 estaven ocupades (479 homes i 476 dones) i 93 estaven aturades (47 homes i 46 dones). De les 436 persones inactives 204 estaven jubilades, 77 estaven estudiant i 155 estaven classificades com a «altres inactius».

### Ingressos
El 2009 a Bourbon-l'Archambault hi havia 1.150 unitats fiscals que integraven 2.441 persones, la mediana anual d'ingressos fiscals per persona era de 16.779 €.

### Activitats econòmiques
Dels 165 establiments que hi havia el 2007, 4 eren d'empreses extractives, 8 d'empreses alimentàries, 7 d'empreses de fabricació d'altres productes industrials, 15 d'empreses de construcció, 34 d'empreses de comerç i reparació d'automòbils, 6 d'empreses de transport, 15 d'empreses d'hostatgeria i restauració, 2 d'empreses d'informació i comunicació, 7 d'empreses financeres, 7 d'empreses immobiliàries, 20 d'empreses de serveis, 25 d'entitats de l'administració pública i 15 d'empreses classificades com a «altres activitats de serveis».
Dels 42 establiments de servei als particulars que hi havia el 2009, 1 era una oficina d'administració d'Hisenda pública, 1 gendarmeria, 1 oficina de correu, 4 oficines bancàries, 2 funeràries, 3 tallers de reparació d'automòbils i de material agrícola, 1 autoescola, 3 paletes, 3 guixaires pintors, 4 fusteries, 3 lampisteries, 2 electricistes, 4 perruqueries, 1 veterinari, 4 restaurants, 2 agències immobiliàries, 1 tintoreria i 2 salons de bellesa.
Dels 18 establiments comercials que hi havia el 2009, 2 eren supermercats, 1 una botiga de menys de 120 m², 3 fleques, 2 carnisseries, 1 una llibreria, 1 una botiga de roba, 2 botigues d'equipament de la llar, 1 una sabateria, 1 una botiga de mobles, 1 un drogueria, 1 una perfumeria i 2 floristeries.
L'any 2000 a Bourbon-l'Archambault hi havia 79 explotacions agrícoles que ocupaven un total de 4.165 hectàrees.

## Equipaments sanitaris i escolars
El 2009 hi havia 1 hospital de tractaments de curta durada, 1 hospital de tractaments de mitja durada (seguiment i rehabilitació), 1 un hospital de tractaments de llarga durada, 1 psiquiàtric, 2 farmàcies i 1 ambulància.
El 2009 hi havia 1 escola maternal i 1 escola elemental. Bourbon-l'Archambault disposava d'un col·legi d'educació secundària amb 267 alumnes.

## Poblacions més properes
El següent diagrama mostra les poblacions més properes.